# Hans-Jochen Vogel
Hans-Jochen Vogel (Göttingen, 1926. február 3. – München, 2020. július 26.) német politikus, Bernhard Vogel bátyja.

## Pályafutása
1946 és1948 között Marburgban és Münchenben tanult jogot.